# Perfect Strangers
Perfect Strangers — одинадцятий студійний альбом гурту Deep Purple і перший, записаний возз'єднаним «класичним складом» групи (Марк 2).
Після декількох невдалих спроб зібрати групу з ініціативи звукозаписних компаній, група, нарешті, у березні 1984 року зібралася з ініціативи Ієна Гіллана. 18 квітня 1984 був підписаний контракт, а 27 квітня по радіо BBC було оголошено про возз'єднання групи. Після довгих років роботи порізно, музиканти з бажанням приступили до роботи, і альбом був записаний протягом шести-восьми тижнів серпня-вересня 1984 року. Відомий своєю нелагідністю Блекмор жартував, що альбом треба б назвати Нарешті альбом 1974, натякаючи на те, що останній альбом, записаний в цьому складі, вийшов ще в 1973 році (Who Do We Think We Are). Таке завзяття не залишилося без наслідків: альбом вийшов дуже вдалим, швидко став платиновим, і зайняв 5 місце в хіт-параді Великої Британії і 17 місце в США. Deep Purple вирушили у світове турне, кульмінацією якого став виступ перед 80000 британськими фанатами в Knebworth Park в червні 1985 року.
Альбом був виданий на LP, CD і CC в листопаді 1984 року, і два останні носія містили бонус-трек «Not Responsible». 22 червня 1999 альбом був перевиданий, туди також була включена інструментальна композиція «Son of Alerik», раніше доступна на стороні B сингла Perfect Strangers британського випуску.

## Список композицій
| Side one | Side one                                                         | Side one   |
| #        | Назва                                                            | Тривалість |
| -------- | ---------------------------------------------------------------- | ---------- |
| 1.       | «Knocking at Your Back Door»                                     | 7:09       |
| 2.       | «Under the Gun»                                                  | 4:40       |
| 3.       | «Nobody's Home» (Blackmore, Gillan, Glover, Jon Lord, Ian Paice) | 4:01       |
| 4.       | «Mean Streak»                                                    | 4:26       |

| Side two | Side two            | Side two   |
| #        | Назва               | Тривалість |
| -------- | ------------------- | ---------- |
| 5.       | «Perfect Strangers» | 5:31       |
| 6.       | «A Gypsy's Kiss»    | 4:14       |
| 7.       | «Wasted Sunsets»    | 3:58       |
| 8.       | «Hungry Daze»       | 5:01       |

| Cassette and CD release extra track | Cassette and CD release extra track | Cassette and CD release extra track |
| #                                   | Назва                               | Тривалість                          |
| ----------------------------------- | ----------------------------------- | ----------------------------------- |
| 9.                                  | «Not Responsible»                   | 4:53                                |

| 1999 CD bonus track | 1999 CD bonus track         | 1999 CD bonus track |
| #                   | Назва                       | Тривалість          |
| ------------------- | --------------------------- | ------------------- |
| 10.                 | «Son of Alerik» (Blackmore) | 10:01               |

## Сингли
- «Perfect Strangers» (1985), 48 місце в Великій Британії (був випущений Polydor в січні під номерами POSP 719 (7 «p/s), POSPP 719 (7» pic disc), POSEX 719 (12 «p/s) і POSJ 719 (DJ 7» p/s)
- «Knocking at Your Back Door» (1985), 61 місце в США
- «Knocking at Your Back Door/Perfect Strangers» (1985), 68 місце в Великій Британії

## Склад
- Річі Блекмор, — гітара
- Ієн Ґіллан — вокал, гармоніка
- Роджер Ґловер — бас-гітара, синтезатор
- Джон Лорд — клавішні
- Ієн Пейс — ударні

## Чарти

### Щотижневі чарти
| Чарт (1984-1985)                                     | Найвища позиція |
| ---------------------------------------------------- | --------------- |
| Australian Albums (Kent Music Report)                | 19              |
| Австрія Austrian Albums (Ö3 Austria)                 | 5               |
| Канада Canada Top Albums/CDs (RPM)                   | 22              |
| Нідерланди Dutch Albums (MegaCharts)                 | 16              |
| Finnish Albums (The Official Finnish Charts)         | 7               |
| French Albums (SNEP)                                 | 5               |
| Німеччина German Albums (Offizielle Top 100)         | 2               |
| Italian Albums (Musica e Dischi)                     | 9               |
| Japanese Albums (Oricon)                             | 4               |
| Нова Зеландія New Zealand Albums (Recorded Music NZ) | 12              |
| Норвегія Norwegian Albums (VG-lista)                 | 2               |
| Швеція Swedish Albums (Sverigetopplistan)            | 3               |
| Швейцарія Swiss Albums (Schweizer Hitparade)         | 1               |
| Велика Британія UK Albums (OCC)                      | 5               |
| США Billboard 200                                    | 17              |

### Річні чарти
| Чарт (1985)                        | Найвища позиція |
| ---------------------------------- | --------------- |
| Канада Canada Top Albums/CDs (RPM) | 91              |

## Сертифікації
| Регіон                                             | Сертифікація | Продажі    |
| -------------------------------------------------- | ------------ | ---------- |
| Австралія (ARIA)                                   | Золотий      | 35 000^    |
| Канада (Music Canada)                              | Платиновий   | 100 000^   |
| Німеччина (BVMI)                                   | Золотий      | 250 000^   |
| Нова Зеландія (RIANZ)                              | Золотий      | 7500^      |
| Швейцарія (IFPI Switzerland)                       | Золотий      | 25 000^    |
| Велика Британія (BPI)                              | Золотий      | 100 000^   |
| США (RIAA)                                         | Платиновий   | 1 000 000^ |
| Підсумки                                           |              |            |
| Worldwide                                          | —            | 3,000,000  |
| ^відвантаження, що базуються лише на сертифікаціях |              |            |